# بير فلاي
بير فلاي (بالدنماركية: Per Fly) (و. 1960  م) هو مخرج أفلام، وكاتب سيناريو دنماركي.

## التعليم
تعلم في National Film School of Denmark ‏.

## وصلات خارجية
- بير فلاي على موقع IMDb (الإنجليزية)
- بير فلاي على موقع ألو سيني (الفرنسية)
- بير فلاي على موقع أول موفي (الإنجليزية)
- بير فلاي على موقع قاعدة بيانات الأفلام السويدية (السويدية)
- بير فلاي على موقع قاعدة بيانات الفيلم (الإنجليزية)
- بير فلاي على موقع كينوبويسك (الروسية)